# Oonopsis
 Oonopsis    (Nutt.) Greene, 1896 è un genere di piante angiosperme dicotiledoni della famiglia delle Asteraceae, sottofamiglia Asteroideae, tribù Astereae (North American lineage) e sottotribù Machaerantherinae.

## Etimologia
Il nome del genere deriva dalla lingua greca: "oön"' (= uovo) e "-opsis" (= somiglianza). Questa etimologia fa riferimento all'aspetto percepito dei capolini a forma di uovo.
Il nome scientifico del genere è stato definito dai botanici Thomas Nuttall (1786-1859) e Edward Lee Greene (1843-1915) nella pubblicazione " Pittonia; a Series of Papers Relating to Botany and Botanists. Berkeley, CA" (Pittonia 3(14): 45) del 1896.

## Descrizione

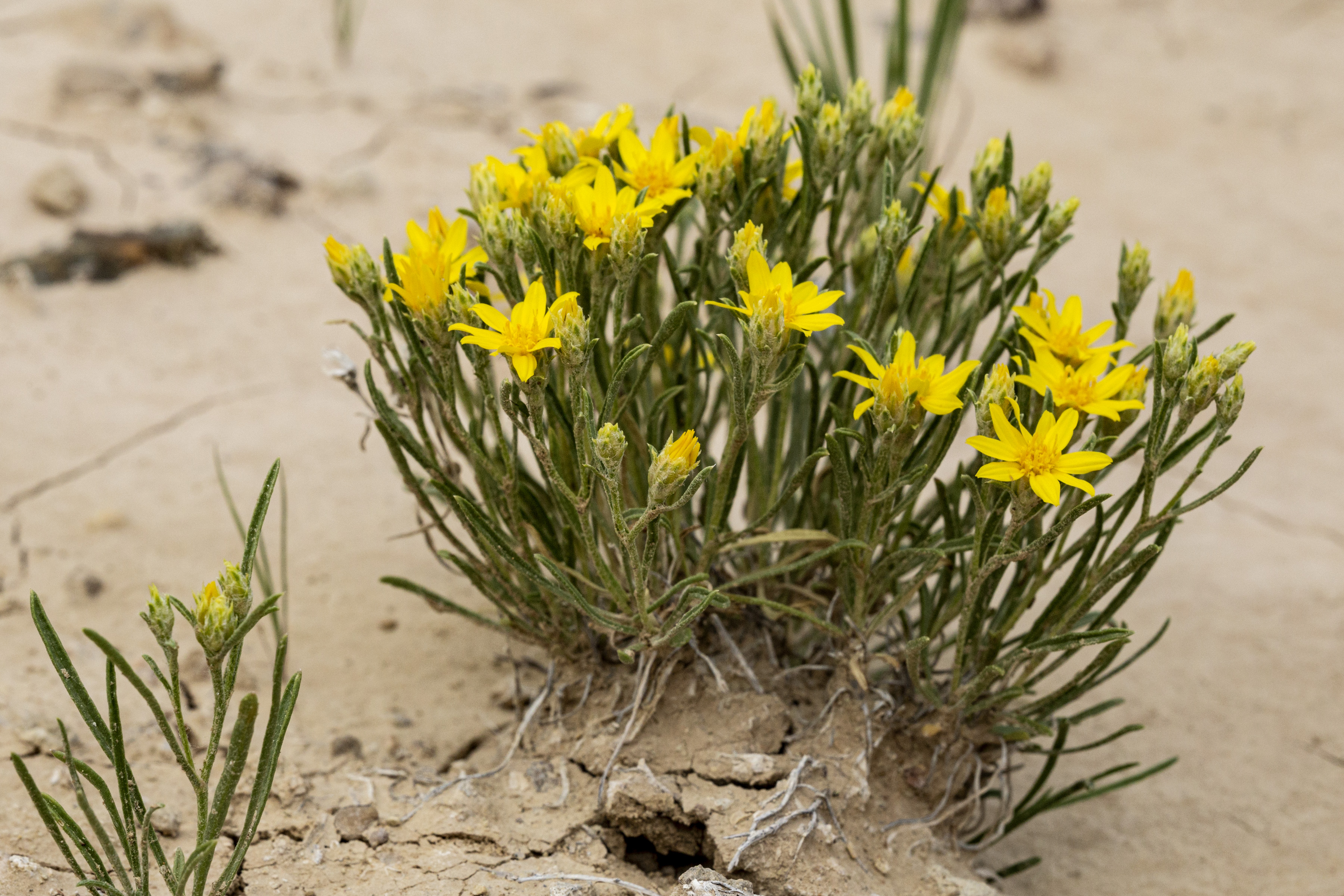
Il portamento
Oonopsis multicaulis

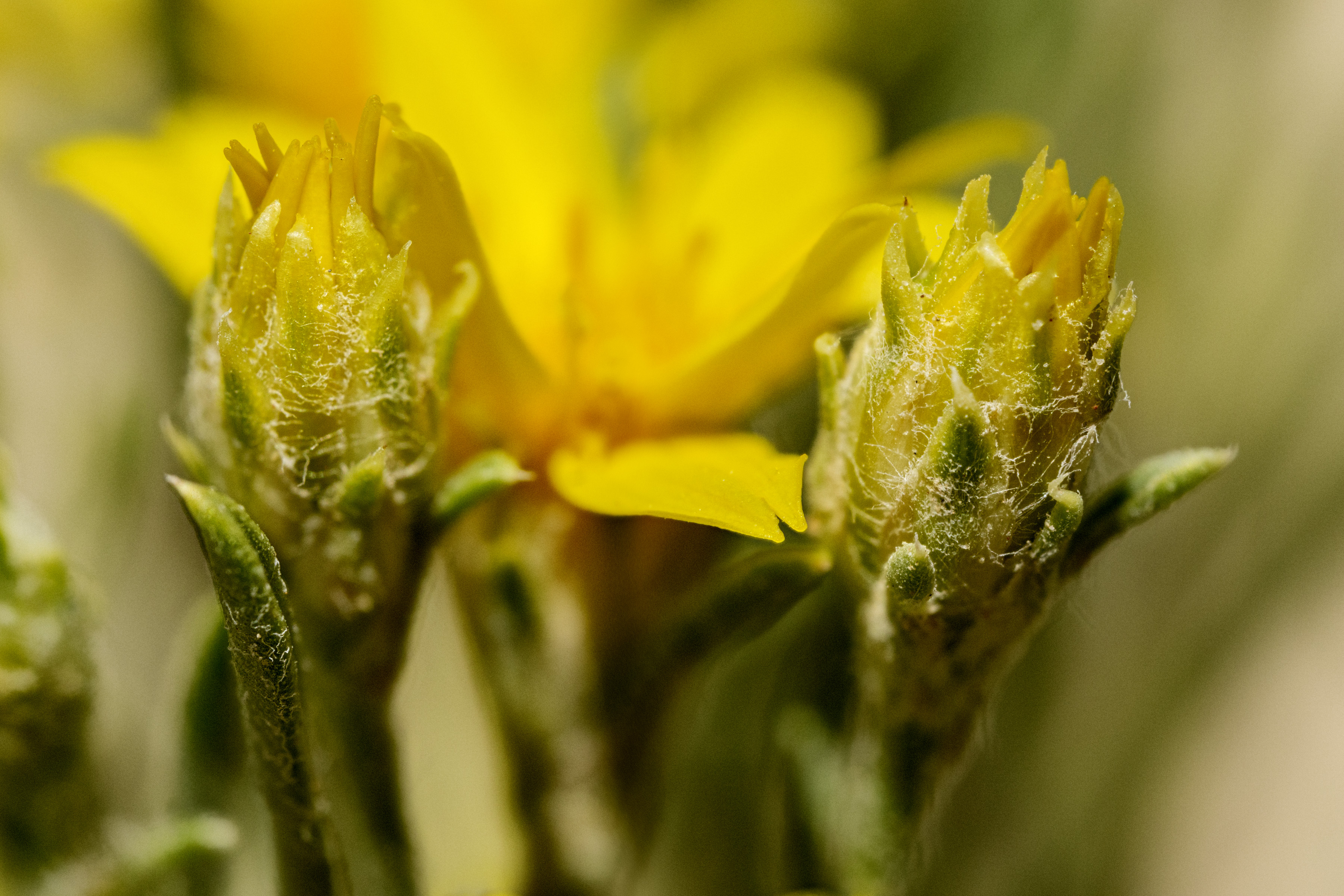
Infiorescenza
Oonopsis multicaulis

Portamento. Le specie di questo genere hanno un ciclo biologico perenne con habitus erbaceo. Le superfici sono glabre o sparsamente tomentose.
Fusto. La parte aerea è eretta, semplice o ramosa; glabra o scarsamente tomentosa. Le radici sono profonde e legnose. Altezza media: 5 - 30 cm.
Foglie. Le foglie lungo il caule sono disposte in modo alternato e affollato, sono inoltre sessili; la lamina è intera con forme da lineari a strettamente oblaceolate o lanceolate; la pagina fogliare può essere glabra o scarsamente villosa. Sono presenti una-tre nervature.
Infiorescenza. Le sinflorescenze sono sia scapose (capolini solitari) che composte da diversi capolini (da 2 a 12) raccolti in sciolte formazioni corimbose. Le infiorescenze vere e proprie sono composte da un capolino terminale peduncolato di tipo radiato (o discoide) con fiori eterogami e sotteso da alcune foglie. I capolini sono formati da un involucro, con forme da cilindriche-turbinate a emisferiche, composto da 20 - 35 brattee, al cui interno un ricettacolo fa da base ai fiori di due tipi: fiori del raggio e fiori del disco. Le brattee, con forme da ovato-triangolari a oblungo-lanceolati (acuminate), con margini scariosi e a consistenza erbacea (brattee esterne) o cartacea (brattee interne), sono disposte in modo più o meno embricato e scalato su 3 - 6 serie. Il ricettacolo (senza pagliette) bucherellato a protezione della base dei fiori ha delle forme un poco convesse. Dimensione degli involucri: 7 - 25 x 5 - 20 mm.
Fiori.  I fiori sono tetra-ciclici (formati cioè da 4 verticilli: calice – corolla – androceo – gineceo) e pentameri (calice e corolla formati da 5 elementi). Si distinguono in:
- fiori del raggio (esterni): da 6 a 15 per capolino, sono femminili e sono disposti su 1 - 2 serie; la forma è ligulata (zigomorfa); in alcune specie mancano;
- fiori del disco (centrali): sono più numerosi (15 - 50) con forme brevemente tubulose (attinomorfe); sono ermafroditi.

- Formula fiorale:

*/x K {\displaystyle \infty }, [C (5), A (5)], G 2 (infero), achenio
- Calice: i sepali del calice sono ridotti ad una coroncina di squame.

- Corolla: 
  - fiori del raggio: la forma della corolla alla base è più o meno tubulosa, mentre all'apice è ligulata; la ligula può terminare con alcuni denti; il colore è giallo;
  - fiori del disco: la forma è brevemente imbutiforme-tubulare (i tubi sono più corti delle gole) bruscamente divaricata in 5 lobi; i lobi, eretti, hanno una forma triangolare; il colore è giallo.

- Androceo: l'androceo è formato da 5 stami sorretti da filamenti generalmente liberi; gli stami sono connati e formano un manicotto circondante lo stilo; le teche (produttrici del polline) alla base sono troncate e sono lievemente auricolate (molto raramente sono speronate o hanno una coda); le appendici apicali delle antere hanno delle forme piatte e lanceolate; il tessuto endoteciale (rivestimento interno dell'antera) è quasi sempre polarizzato (con due superfici distinte: una verso l'esterno e una verso l'interno). Il polline è sferico con un diametro medio di circa 25 micron;  è tricolporato (con tre aperture sia di tipo a fessura che tipo isodiametrica o poro) ed è echinato (con punte sporgenti).

- Gineceo: l'ovario è infero uniloculare formato da 2 carpelli. Lo stilo (il recettore del polline) è profondamente bifido (con due stigmi divergenti) e con le linee stigmatiche marginali separate. I due bracci dello stilo hanno una forma deltoide e possono essere papillosi o ricoperti da ciuffi di peli.

Frutti. I frutti sono degli acheni con pappo: il corpo ha la forma prismatica o strettamente turbinata leggermente compressa con 5 coste e superficie glabra o strigosa. Il pappo, persistente, è formato da 15 - 30 ineguali setole rigide e abbrunate disposte su 1 - 2 serie. Lunghezza degli acheni: 5 - 7 mm.

## Biologia
Impollinazione: l'impollinazione avviene tramite insetti (impollinazione entomogama tramite farfalle diurne e notturne).

Riproduzione: la fecondazione avviene fondamentalmente tramite l'impollinazione dei fiori (vedi sopra).

Dispersione: i semi (gli acheni) cadendo a terra sono successivamente dispersi soprattutto da insetti tipo formiche (disseminazione mirmecoria). In questo tipo di piante avviene anche un altro tipo di dispersione: zoocoria. Infatti gli uncini delle brattee dell'involucro (se presenti) si agganciano ai peli degli animali di passaggio disperdendo così anche su lunghe distanze i semi della pianta. Inoltre per merito del pappo il vento può trasportare i semi anche a distanza di alcuni chilometri (disseminazione anemocora).

## Distribuzione e habitat
Le specie di questo genere sono distribuite negli U.S.A. centrali.

## Sistematica
La famiglia di appartenenza di questa voce (Asteraceae o Compositae, nomen conservandum) probabilmente originaria del Sud America, è la più numerosa del mondo vegetale, comprende oltre 23.000 specie distribuite su 1.535 generi, oppure 22.750 specie e 1.530 generi secondo altre fonti (una delle checklist più aggiornata elenca fino a 1.679 generi). La famiglia attualmente (2021) è divisa in 16 sottofamiglie; la sottofamiglia Asteroideae è una di queste e rappresenta l'evoluzione più recente di tutta la famiglia.

### Filogenesi
La tribù Astereae (una delle 21 tribù della sottofamiglia Asteroideae) comprende circa 40 sottotribù. In base alle ultime ricerche nella tribù sono stati individuati (provvisoriamente) 5 principali lignaggi:
- Basal grade: include alcuni generi isolati, il gruppo "South American-Oceania",  alcune sottotribù africane e il gruppo dei generi legnosi del Madagascar.
- Bellis lineage: comprende le sottotribù eurasiatiche e una sottotribù africana.
- Aster lineage: include i generi asiatici di Asterinae e i principali gruppi dell'Australia e dell'Oceania.
- Baccharis lineage: include alcuni gruppi sudamericani.
- North American lineage: include la vasta gamma di sottotribù del Nordamerica, Messico e alcuni gruppi distribuiti nel Sudamerica.

Il genere  Oonopsis  (insieme alla sottotribù Machaerantherinae) è incluso nel lignaggio "North American lineage". Attualmente la sottotribù è suddivisa in 5 gruppi informali: Basal grade - Machaeranthera group - Haplopappus group - Xanthocephalum group - Lessingia group. Questo genere si trova nel "Machaeranthera group". In particolare con il genere Machaeranthera forma un "gruppo fratello".
I caratteri distintivi del genere sono:
- le foglie sono intere, anche quelle cauline di grandi dimensioni;
- l'infiorescenza può essere avvolta dalle foglie superiori;
- le brattee involucrali esterne sono simili alle foglie.

Il numero cromosomico delle specie di questo genere è: 2n = 10.
In precedenti trattazioni le specie di questo genere erano descritte all'interno del genere Haplopappus de Candolle sect. Oönoopsis (Nuttall) H. M. Hall.

### Elenco delle specie
Questo genere ha 4 specie:
- Oonopsis engelmannii Greene
- Oonopsis foliosa  (Torr. & A.Gray) Greene
- Oonopsis multicaulis  Greene
- Oonopsis wardii  (A.Gray) Greene